# Стайков, Людмил
Людми́л Ива́нов Ста́йков (болг. Людмил Иванов Стайков; 18 октября 1937, София, Болгария) — болгарский режиссёр театра и кино.

## Биография
Окончил ВИТИС в Софии. Играл в театре, снимал документальные фильмы. С 1972 года — в игровом кино. Член БКП с 1972 года. С 1986 года — кандидат в члены ЦК БКП.

## Фильмография

### Режиссёр
- 1972 — Любовь / Обич
- 1975 — Юбилей 30 / Юбилей 30
- 1976 — Дополнение к закону о защите государства / Допълнение към закона за защита на държавата (в советском прокате «Взрыв в Софийском соборе»)
- 1979 — Иллюзия / Илюзия
- 1981 — Хан Аспарух / Хан Аспарух
- 1983 — 681 – Величие хана / 681 - Величието на хана
- 1984 — Пловдив / Пловдив
- 1988 — Время насилия / Време на насилие

## Награды
- 1973 — Главный приз VIII Московского международного кинофестиваля («Любовь»)
- 1974 — Димитровская премия («Любовь»)
- 1977 — Заслуженный артист НРБ
- 1980 — приз Кинофестиваля в Карловых Варах («Иллюзия»)
- 1982 — выдвижение номинации на премию «Оскар» за лучший фильм на иностранном языке от Болгарии («Хан Аспарух»)
- 1989 — выдвижение номинации на премию «Оскар» за лучший фильм на иностранном языке от Болгарии («Время выбора»)